# Phetchabun
Pour les articles homonymes, voir Phetchabun (homonymie).
Phetchabun est une ville de Thaïlande, capitale de la province de Phetchabun. Située dans la vallée de la Pa Sak, elle comptait 23 823 habitants en 2005.